# Mistrzostwa Francji w Skokach Narciarskich 2018
Mistrzostwa Francji w Skokach Narciarskich 2018 – zawody o mistrzostwo Francji w skokach narciarskich, które odbyły się w dniach 30 marca – 1 kwietnia 2018 roku w Prémanon na obiekcie Les Tuffes.
W konkursie indywidualnym mężczyzn zwyciężył Jonathan Learoyd, zaś drugie miejsce ex aequo zajęli Ronan Lamy Chappuis i Thomas Roch Dupland. W zawodach wystartowało 48 zawodników, w tym 4 Szwajcarów.
Konkurs o mistrzostwo kraju w kategorii kobiet wygrała Julia Clair. Na drugim miejscu konkurs zakończyła mistrzyni z 2017 Lucile Morat. Podium uzupełniła Léa Lemare. Na starcie pojawiło się 10 zawodniczek.
Zarówno konkurs mężczyzn jak i kobiet składał się z jednej serii z powodu zbyt silnego wiatru.
W zawodach drużynowych wystartowało 13 zespołów reprezentujących 5 lokalnych związków. Zwyciężyła w nich drużyna Jura, przed zespołami reprezentującymi Wogezy i Sabaudię.

## Wyniki

### Konkurs indywidualny mężczyzn (30.03.2018)
| Miejsce | Zawodnik            | Klub                | Skok   | Punkty |
| ------- | ------------------- | ------------------- | ------ | ------ |
| 1.      | Jonathan Learoyd    | CS de Courchevel    | 93,5 m | 134,2  |
| 2.      | Ronan Lamy Chappuis | Bois-d’Amont        | 89,0 m | 125,7  |
| 2.      | Thomas Roch Dupland | SC Saint-Gervais    | 89,0 m | 125,7  |
| 4.      | Maxime Laheurte     | Douanes / Gerardmer | 88,5 m | 125,2  |
| 5.      | Laurent Muhlethaler | SC Prémanon         | 87,0 m | 120,2  |
| 5.      | Killian Peier       | SC Vallee de Joux   | 86,0 m | 120,2  |
| 7.      | Edgar Vallet        | CSR Pontarlier      | 86,0 m | 119,2  |
| 8.      | Paul Brasme         | U.S. Ventron        | 85,5 m | 118,7  |
| 9.      | Naokin Jacquel      | AS Gerardmer SN     | 85,0 m | 116,7  |
| 9.      | Alessandro Batby    | CS de Courchevel    | 85,0 m | 116,7  |

### Konkurs indywidualny kobiet (30.03.2018)
| Miejsce | Zawodnik          | Klub             | Skok   | Punkty |
| ------- | ----------------- | ---------------- | ------ | ------ |
| 1.      | Julia Clair       | SC Xonrupt       | 84,0 m | 117,5  |
| 2.      | Lucile Morat      | CS de Courchevel | 86,0 m | 116,0  |
| 3.      | Léa Lemare        | CS de Courchevel | 85,0 m | 115,0  |
| 4.      | Romane Dieu       | CS de Courchevel | 81,5 m | 106,5  |
| 5.      | Joséphine Pagnier | RC Chaux-Neuve   | 76,0 m | 98,0   |
| 6.      | Océane Paillard   | Mt. Olympus SC   | 74,5 m | 93,5   |
| 7.      | Léna Brocard      | US Autrannai     | 63,5 m | 70,0   |
| 8.      | Emma Tréand       | Mt. Olympus SC   | 62,0 m | 66,5   |
| 9.      | Ambre Turrel      | CS de Courchevel | 54,0 m | 50,0   |
| 10.     | Marine Bressand   | CS Chamonix      | 53,0 m | 47,5   |

### Konkurs drużynowy mężczyzn (01.04.2018)
| Miejsce | Zespół                                                                          | Punkty |
| ------- | ------------------------------------------------------------------------------- | ------ |
| 1.      | Jura I Jason Lamy Chappuis Edgar Vallet Laurent Muhlethaler Ronan Lamy Chappuis | 1009,3 |
| 2.      | Wogezy I Paul Brasme Naokin Jacquel Antoine Gérard Maxime Laheurte              | 951,3  |
| 3.      | Sabaudia I Mathis Contamine Jack White Alessandro Batby Jonathan Learoyd        | 920,3  |